# Liparochrus laevis
Liparochrus laevis là một loài bọ cánh cứng trong họ Hybosoridae. Loài này được Paulian miêu tả khoa học năm 1980.